# Манастир Козија
Манастир Козија је најсветији православни манастир у Румунији. Његов оснивач је Мирча Велики, а манастир су обновили Њагое Басараб и Константин Бранковјану.

## Историја
Манастир Козија је у свом изворном облику у моравском стилу, упркос накнадним допунама и еклектицизму. У ствари, манастирска црква је вероватно подигнута по цркви Светог првомученика Стефана у Крушевцу и то од истих мајстора. Касније је манастир добио неке елементе у бранкованском стилу.
У манастиру се чува саркофаг Мирче Великог и гроб мајке Михаја Храбрија — монахиње Теофане.